# Akademischer Alpenverein München

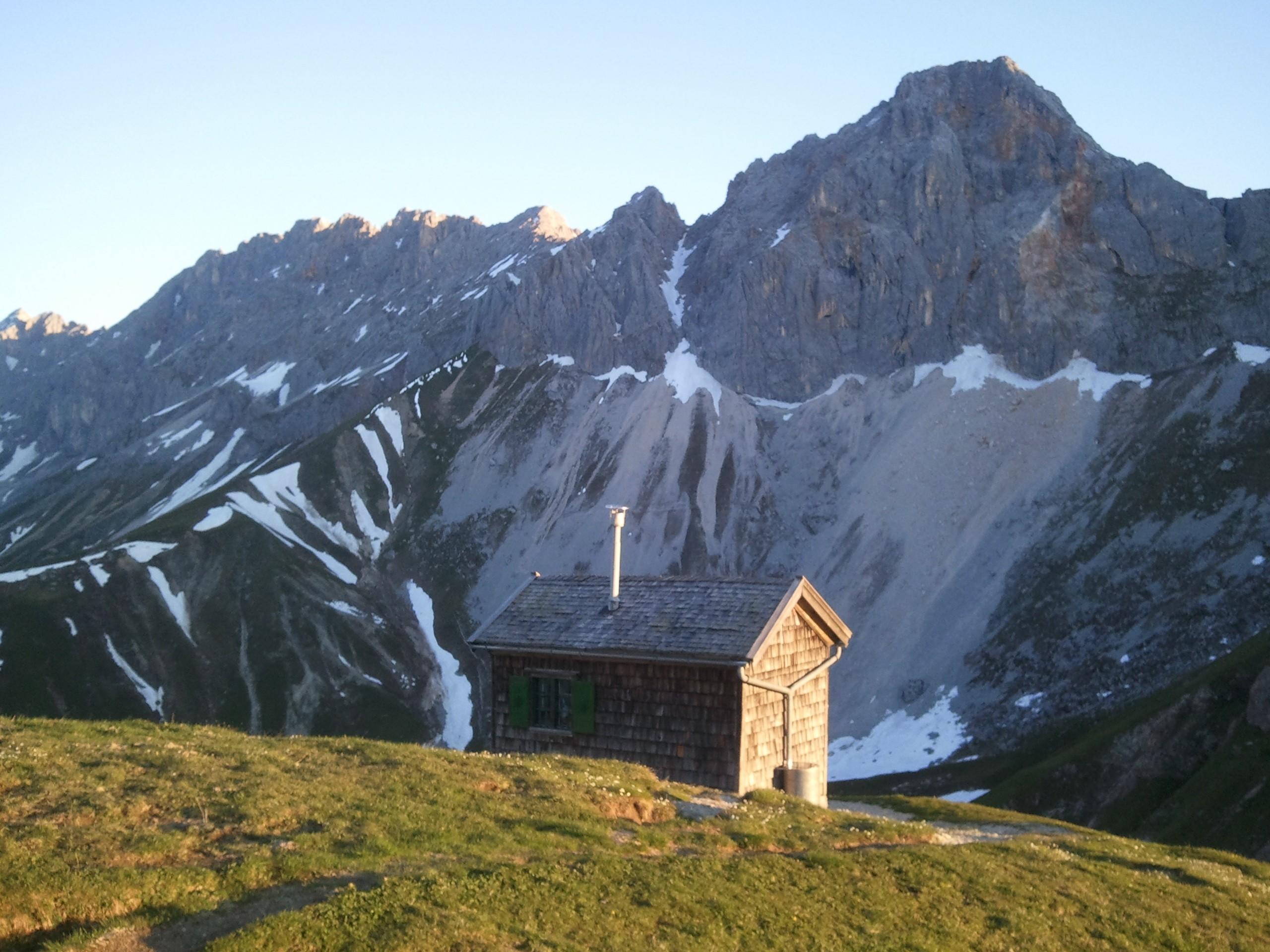
Erinnerungshütte

Der Akademische Alpenverein München e. V. (AAVM) ist ein Akademischer Gebirgsverein in München, der dem Deutschen Alpenverein nahesteht, aber nicht angehört.
Der AAVM wurde 1892 durch Albrecht Krafft von Dellmensingen (1871–1901) gegründet und ist ähnlich einer Studentenverbindung organisiert. Als solcher besitzt er neben einer Aktivitas kletternder Studenten auch eine finanzkräftige Altherrenschaft. Der Beitritt wird durch strenge Aufnahmebedingungen geregelt.

## Geschichte

### Die Blütezeit des deutschen Expeditionswesens
Seine Mitglieder, allesamt Akademiker und meist aus der Gruppe um Paul Bauer, waren von Elite- und Standesbewusstsein geprägt. Anstatt einer Mensur wurden die Ehre und der Verbleib im Verein durch außergewöhnliche Touren in den Bergen verdient. Ein Vereinshaus, in dem studierende Mitglieder leben konnten, gab es nicht. Die wöchentlichen Pflichtveranstaltungen, wie etwa Vorträge über Kletterfahrten oder Berichte über schwierige Besteigungen, fanden in einem Vereinslokal statt.
Eine eigene Schutzhütte errichtete der AAVM im Jahr 1900 in der Hornbachkette. Die Hermann-von-Barth-Hütte blieb bis 1924 im Eigentum des AAVM und wurde dann an die Sektion Düsseldorf des Deutschen und Österreichischen Alpenvereins verkauft.
In den Jahren nach dem Ersten Weltkrieg wurde der AAVM zu einem elitären Kreis leistungsfähiger Bergsteiger, die in den deutschen Expeditionen bis 1938 bedeutende Rollen spielten. Zu den Mitgliedern zählten neben Paul Bauer Josef Enzensperger, Adolf Schulze, Julius Brenner, Wilhelm Fendt, Willy Merkl, Peter Aufschnaiter, Eugen Allwein, Karl Wien, Willo Welzenbach, Hans Hartmann und Leo Maduschka. Im Jahr 1925 zählte der AAVM knapp 300 Mitglieder, davon waren 34 aktive Mitglieder und 250 Alte Herren. Den Alten Herren gehörten angesehene Juristen, Ärzte, Professoren und Unternehmer, wie beispielsweise Ernst von Siemens, an.
Paul Bauer und Willo Welzenbach wurden zu konkurrierenden Führungspersönlichkeiten des AAVM – Gründe dafür waren wohl die alpinistischen Leistungen, allerdings auch die jeweiligen Persönlichkeiten. Der Verein bestand aus ausgeprägten Individualisten, die jedoch gemeinsame Bergfahrten vollziehen wollten. Nach seinem Ausscheiden aus den Aktivitas im Jahr 1925 wurde der große Einfluss Bauers daran ersichtlich, dass ihn nachfolgende Mitglieder als die „Graue Eminenz“ des Vereines ansahen. Im Jahr 1934 nahm Welzenbach an der zweiten Deutschen Nanga-Parbat-Expedition teil und verunglückte tödlich.
Der AAVM bekam durch die 1936 gegründete und politisch unterstützte Deutsche Himalaya-Stiftung immer mehr Konkurrenz und büßte so während des Zweiten Weltkrieges an seiner herausragenden Bedeutung für das Expeditionswesen in Deutschland ein. Seit Kriegsende und der Wiedergründung des Deutschen Alpenvereins 1952 wurden Expeditionen vor allem durch den DAV-Expeditionskader oder individuelle Einzelleistungen hervorgebracht.
Neben zahlreichen Bergfahrten und Unternehmungen in der Folgezeit ist vor allem die erfolgreiche Expedition zum Cho Oyu im Himalaya anlässlich des 100-jährigen Vereinsbestehens 1992 hervorzuheben.

### Der AAVM heute
Heute ist der AAVM mit etwa 80 Mitgliedern zu einem kleinen Alpinclub geworden. Sein Ziel ist vor allem, die Tradition alpinen Kletterns aufrechtzuerhalten und junge Menschen von der Halle ins Gebirge zu bewegen.
Im Jahr 1980 wurde die Aufnahme von Frauen in die Statuten aufgenommen, sonst ist die Struktur des Vereins bis heute unverändert geblieben.
Alljährliche wichtige Veranstaltungen sind das Pfingstgebrenzel, das An- und Abklettern sowie das Stiftungsfest.
Der Verein besitzt ein Vereinsheim in München, in dem regelmäßige Treffen und Vorträge stattfinden. Außerdem betreibt der Verein die Erinnerungshütte, welche kurz oberhalb des Scharnitzjochs auf 2083 m im Wettersteingebirge liegt. Sie dient als Basis für regelmäßige Klettertouren an der nahegelegenen Schüsselkarspitze-Südwand sowie für kurzweilige Wanderungen zur Gehrenspitze.